# دیو کارلتون
دیو کارلتون (انگلیسی: Dave Carlton؛ زادهٔ ۲۴ نوامبر ۱۹۵۲) بازیکن فوتبال اهل بریتانیا است.
از باشگاه‌هایی که در آن بازی کرده‌است می‌توان به باشگاه فوتبال ویلدستون، باشگاه فوتبال فولام، باشگاه فوتبال برنتفورد، باشگاه فوتبال وستهام یونایتد، و باشگاه فوتبال نورث‌همپتون تاون اشاره کرد.